# Llista de coles
Vegeu adhesiu per a un tractat general sobre les coles.
Aquesta és una llista de diversos tipus de cola. Històricament, el terme "cola" només feia referència a col·loides proteics preparats a partir de carn animal. El significat s'ha ampliat per referir-se a qualsevol tipus d'adhesiu fluid.
Hi ha moltes substàncies adhesives que es consideren o se solen denominar tant "cola" com "adhesiu".

## Coles basades en animals
- La cola animal, els adhesius a base de col·lagen[3][3][3][3] també s'anomenen:
  - Cola òssia
  - Cola de peix
  - Cola de tegument
  - Cola de peülla
- Cola d'albúmina
- Cola de caseïna
- Cola de carn (unió culinària)

## Coles basades envegetals
Coles a base de plantes:
- Bàlsam del Canadà (resina natural)
- Resina de pi (resina natural)
- Coccoina
- Goma aràbiga (resina natural)
  - Goma de segell postal
- Làtex (cautxú natural)
- Pasta d'enquadernar (una cola a base de midó)
- Metilcel·lulosa
- Mucílag
- Resina de resorcinol
- Midó
- Resina d'urea-formaldehid

## Coles tipusdissolvent
- Cola de poliestirè/butanona (el dissolvent pot unir gairebé soldant els materials)[5]
- Diclorometà

## Coles sintètiques

### Coles demonòmerssintètics[6]
- Acrilonitril

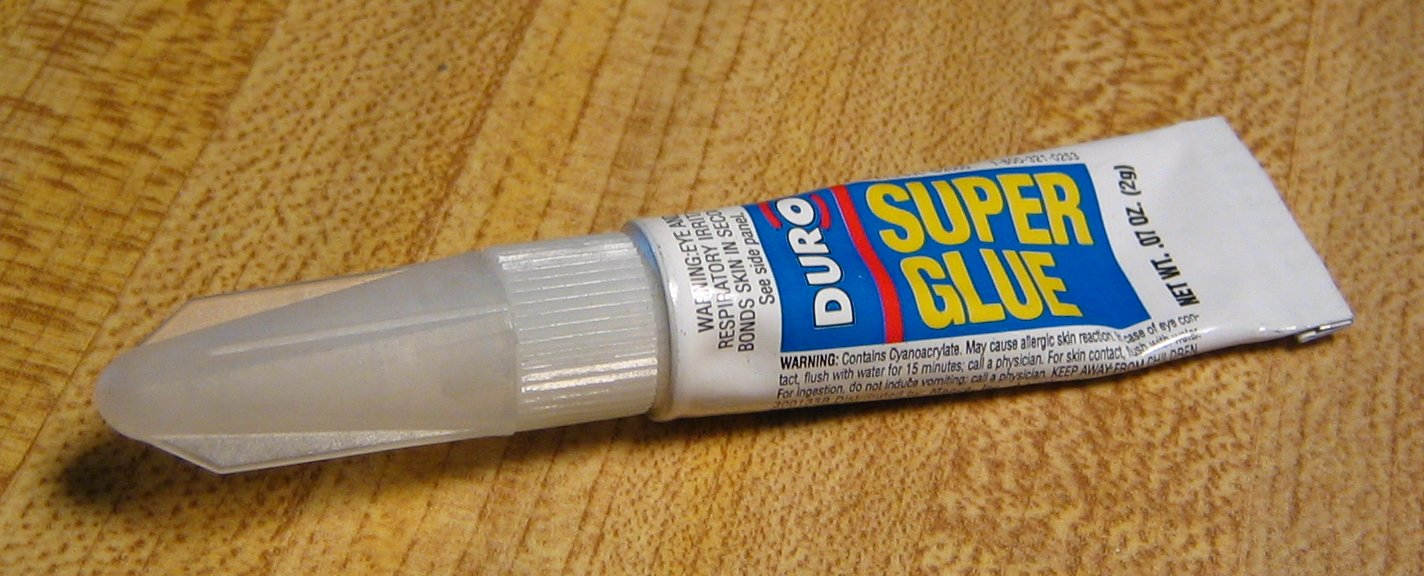
Un tub de cianoacrilat de Super Glue

- Cianoacrilat ("Superglue", "Krazy Glue")
- Cola acrílica
- Cola de resorcinol

### Coles depolímerssintètics[7]
- Resina epoxi
- Massilla epoxi
- Acetat d'etilè-vinil (cola termofusible)
- Resina de fenol formaldehid
- Poliamida
- Resines de polièster
- Polietilè (cola termofusible)
- Polipropilè
- Polisulfurs
- Poliuretà (utilitzat en fusteria i enquadernació de llibres, per exemple la Gorilla Glue)
- Acetat de polivinil (PVA) Inclou cola blanca (per exemple, Elmer's Glue) i cola groga de fuster (resina alifàtica) (les marques inclouen Titebond i Lepage)
- Alcohol polivinílic
- Clorur de polivinil (PVC)
- Emulsió de clorur de polivinil (PVCE): emulsió miscible amb aigua que polimeritza a mesura que es va curant
- Polivinilpirrolidona (component de les barres d'adhesiu)
- Cola de cautxú
- Silicones
- Polímers modificats amb silil
- Copolímer d'estirè acrílic -p.e. "No More Nails"